# Fahéjszínű fürkészmadár
A fahéjszínű fürkészmadár (Automolus rubiginosus) a madarak (Aves) osztályának verébalakúak (Passeriformes) rendjébe és a fazekasmadár-félék (Furnariidae) családjába tartozó faj.

## Előfordulása
Mexikótól Közép-Amerikán keresztül Bolíviáig honos. A természetes élőhelye az esőerdőkben van.

## Alfajai
- Automolus rubiginosus brunnescens
- Automolus rubiginosus caquetae
- Automolus rubiginosus cinnamomeigula
- Automolus rubiginosus fumosus
- Automolus rubiginosus guerrerensis
- Automolus rubiginosus moderatus
- Automolus rubiginosus nigricauda
- Automolus rubiginosus obscurus
- Automolus rubiginosus rubiginosus
- Automolus rubiginosus rufipectus
- Automolus rubiginosus sasaimae
- Automolus rubiginosus saturatus
- Automolus rubiginosus umbrinus
- Automolus rubiginosus venezuelanus
- Automolus rubiginosus veraepacis
- Automolus rubiginosus watkinsi

## Megjelenése
Testhossza 19 centiméter. Tollazata világosbarna.

## Életmódja
Rovarokkal és más gerinctelenekkel táplálkozik.

## Külső hivatkozás
- Képek az interneten a fajról[halott link]
- Internet Bird Collection - videók a fajról. [2013. július 30-i dátummal az eredetiből archiválva].
- Xeno-canto.org - a faj hangja és elterjedési területe